# Equipe uzbeque na Copa Davis
A equipe uzbeque na Copa Davis representa o Uzbequistão na Copa Davis, principal competição de tênis masculina por equipes do mundo. É administrada pela Uzbekistan Tennis Federation.